# Азартні ігри в Уельсі
Азартні ігри в Уельсі — сфера уельської економіки, що є легальною й контролюється державою, входить до економіки Британії й регулюється Законом про азартні ігри Великої Британії 2005 року.
В Уельсі діють 366 букмекерських контор і 3 наземних казино, де працює 2 тис. людей.

## Опис
Азартні ігри є дуже поширеними в Уельсі, для участі в них допускаються гравці віком від 18 років. Сфера казино стала легальною в Уельсі у 1960-х роках, після того, як її стандартизували в Британії.

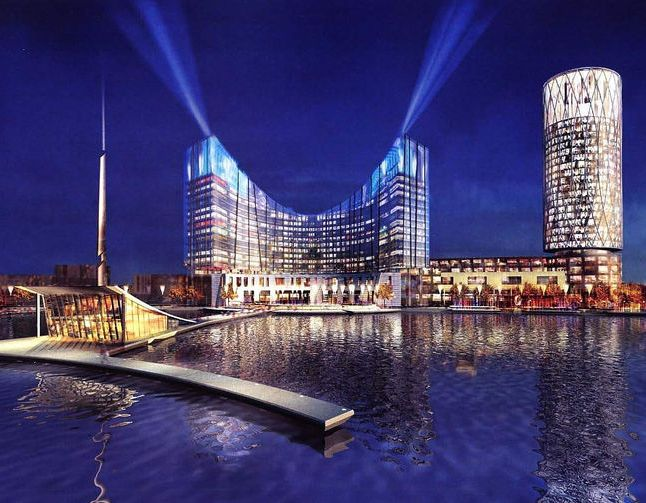
Проєкт Cardiff Super Casino у Кардіффі

Згідно опитування 2016 року, 52-55 % жителів Уельсу щонайменше раз на рік брали участь у азартних іграх, 2018 року цей показник склав 38 %, при цьому лише 0,7 % гравців визнано лудоманами. За дотриманням законодавства щодо соціального впливу азартних ігор на населення слідкує державна компанія Public Health Network (Rhwydwaith iechyd cyhoeddus Cymru), для боротьби з лудоманією в регіоні діє соціальна служба CAIS.
2020 року суттєвого удару індустрія казино регіону зазнала від карантину під час пандемії COVID-19, коли в березні уряд Уельсу запровадив карантин, що тривав до 29 серпня. Згодом, наприкінці жовтня, казино, букмекерські контори та ігрові зали було закрито повторно на черговий локдаун.